# سيني براموج
سيني براموج (بالتايلندية: หม่อมราชวงศ์เสนีย์ ปราโมช) (ولد مايو 26 ، 1905 توفي 28 يوليو 1997) عضو في العائلة المالكة التايلاندية وصاحب ثلاث وليات في رئاسة مجلس الوزراء التايلاندي ويعتبر من نسل الملك راما الثاني

## روابط خارجية
- سيني براموج على موقع مونزينجر (الألمانية)